# Ludwik Rzepecki

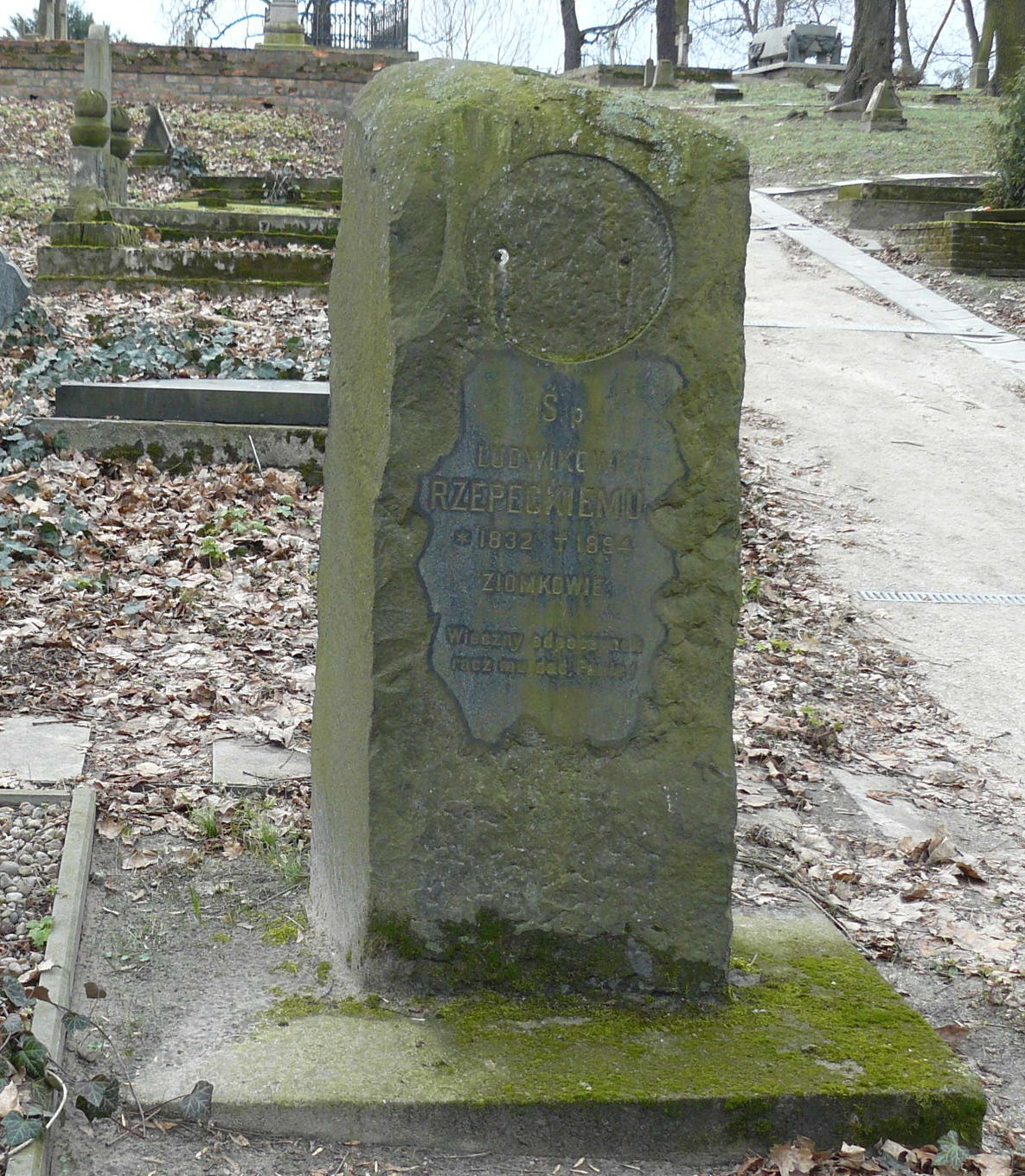
Grób Ludwika Rzepeckiego na Cmentarzu Zasłużonych Wielkopolan w Poznaniu.

Ludwik Władysław Rzepecki herbu Białynia (ur. 13 września 1832 w Wypalankach, zm. 1 lutego 1894 w Poznaniu) – polski księgarz, działacz społeczny, nauczyciel i wydawca. Redaktor Gońca Wielkopolskiego. Członek Towarzystwa Przyjaciół Nauk i Towarzystwa Przemysłowego.

## Życiorys
Był najstarszym synem Kajetana Władysława. Uczeń Gimnazjum św. Marii Magdaleny w Poznaniu od 1841, egzamin dojrzałości zdał w 1851. W latach 1851–1857 studiował nauki przyrodnicze na Uniwersytecie Wrocławskim. Po studiach był nauczycielem najpierw w Gimnazjum św. Marii Magdaleny, a od 1858 do 1878 w poznańskiej szkole realnej. Za propolską postawę został zmuszony do rezygnacji z pracy w szkole w 1879.
Od 1858 roku działał jako publicysta, pisząc często pod kryptonimem L.R. W latach 1866–1867 wydawał czasopismo „Oświata”. W 1870 brał udział w „wiecu ortograficznym” w Poznaniu.
W 1870 rozpoczął działalność jako drukarz; wydał w sumie około 400 pozycji. W 1876 wznowił wydawanie „Oświaty”, a 1 marca 1877 doprowadził do założenia Gońca Wielkopolskiego. Mimo że Rzepecki formalnie nie był redaktorem żadnego z wydawanych przez siebie czasopism, uchodził za tego, który nadawał im ton.

## Życie prywatne
W 1858 ożenił się ze Szwajcarką Romaine Gex, z którą miał kilkoro dzieci, m.in. córki Helenę i Zofię oraz synów Karola i Kazimierza.

## Wybrane publikacje
- Obraz katolickich szkół elementarnych objętych archidiecezjami gnieźnieńską i poznańską oraz diecezjami chełmińską i warmińską (1867)
- Dwa listy do Lambdy o pisowni ks. Malinowskiego (1868)
- Wybór rzeczy zabawnych i pożytecznych dla młodzieży polskiej (1871)
- Żywot Mieczysława hr. Halki Ledóchowskiego (1879)